# Giulio Cesare Rubino
Giulio Cesare Rubino (fl. XVII-XVIII secolo) è stato un compositore italiano.

## Biografia
Fu attivo nei secoli XVII e XVIII. Le sue composizioni includono un salmo intitolato Confitebor e alcune cantate secolari, come la cantata Oh cielo, oh ammore che fu composta in onore della marchesa Clelia Caracciolo, e la cantata Lena registrata da Marco Beasley.